# EHF-Pokal der Frauen 1996/97
Am EHF-Pokal 1996/97 nahmen Handball-Vereinsmannschaften teil, die sich in der vorangegangenen Saison in ihren Heimatländern über die Platzierung in der heimischen Liga für den Wettbewerb qualifiziert haben. Der EHF-Pokal wurde diese Saison das vierte Mal ausgespielt.
Titelverteidiger aus der Vorsaison war die ungarische Mannschaft Debreceni VSC.

## Modus
Das komplette Turnier wurde im K.o.-Runden mit Hin- und Rückspielen gespielt, bis zu den Endspielen.

## Runde 1

### Qualifizierte Teams
| - SG WAT Fünfhaus - HC Goražde - HC Hasgovo - RK Kraš Zagreb - Kefalovrysos Kythreas - Valencia Urbana - Stade Francais Issy Moulineaux - Kolcheti Poti - Borussia Dortmund - ASB Athinaikos Athen - AS EOS Siracusa - CHEV Handball Diekirch | - Pelister TAT Bitola - VOC Amsterdam - GZKS Sośnicy Gliwice - Castelo Branco - Oțelul Galați - Rostselmash Rostow - Robit Olimpija Ljubljana - SPONO Nottwil - Plastika Nitra - YKM Istanbul - Awtomobilist Browary - Bolago Voždovac |

### Ausgeloste Spiele und Ergebnisse
| Mannschaft 1                   | Mannschaft 2           | Hinspiel      | Rückspiel      | Gesamt  |
| ------------------------------ | ---------------------- | ------------- | -------------- | ------- |
| Oțelul Galați                  | HC Hasgovo             | 12.10.1996    | 13.10.1996     | 68 : 43 |
| Oțelul Galați                  | HC Hasgovo             | 31 : 24       | 37 : 19        | 68 : 43 |
| Oțelul Galați                  | HC Hasgovo             | 150 Zuschauer | 200 Zuschauer  | 68 : 43 |
| Valencia Urbana                | Kolcheti Poti          | 17.10.1996    | 19.10.1996     | 94 : 20 |
| Valencia Urbana                | Kolcheti Poti          | 48 : 6        | 46 : 14        | 94 : 20 |
| Valencia Urbana                | Kolcheti Poti          | 250 Zuschauer | 300 Zuschauer  | 94 : 20 |
| Rostselmash Rostow             | YKM Istanbul           | 18.10.1996    | 20.10.1996     | 41 : 35 |
| Rostselmash Rostow             | YKM Istanbul           | 21 : 18       | 20 : 17        | 41 : 35 |
| Rostselmash Rostow             | YKM Istanbul           | 500 Zuschauer | 500 Zuschauer  | 41 : 35 |
| Stade Francais Issy Moulineaux | ASB Athinaikos Athen   | 11.10.1996    | 12.10.1996     | 63 : 24 |
| Stade Francais Issy Moulineaux | ASB Athinaikos Athen   | 30 : 10       | 33 : 14        | 63 : 24 |
| Stade Francais Issy Moulineaux | ASB Athinaikos Athen   | 120 Zuschauer | - Zuschauer    | 63 : 24 |
| GZKS Sośnicy Gliwice           | SG WAT Fünfhaus        | 12.10.1996    | 20.10.1996     | 69 : 45 |
| GZKS Sośnicy Gliwice           | SG WAT Fünfhaus        | 36 : 25       | 33 : 20        | 69 : 45 |
| GZKS Sośnicy Gliwice           | SG WAT Fünfhaus        | 700 Zuschauer | 300 Zuschauer  | 69 : 45 |
| Castelo Branco                 | AS EOS Siracusa        | 12.10.1996    | 19.10.1996     | 40 : 52 |
| Castelo Branco                 | AS EOS Siracusa        | 20 : 21       | 20 : 31        | 40 : 52 |
| Castelo Branco                 | AS EOS Siracusa        | 400 Zuschauer | - Zuschauer    | 40 : 52 |
| Bolago Voždovac                | Plastika Nitra         | 11.10.1996    | 12.10.1996     | 34 : 56 |
| Bolago Voždovac                | Plastika Nitra         | 17 : 30       | 17 : 26        | 34 : 56 |
| Bolago Voždovac                | Plastika Nitra         | 300 Zuschauer | 300 Zuschauer  | 34 : 56 |
| VOC Amsterdam                  | HC Goražde             | 18.10.1996    | 20.10.1996     | 64 : 29 |
| VOC Amsterdam                  | HC Goražde             | 36 : 18       | 28 : 11        | 64 : 29 |
| VOC Amsterdam                  | HC Goražde             | - Zuschauer   | - Zuschauer    | 64 : 29 |
| Awtomobilist Browary           | CHEV Handball Diekirch | 12.10.1996    | 19.10.1996     | 82 : 24 |
| Awtomobilist Browary           | CHEV Handball Diekirch | 46 : 17       | 36 : 7         | 82 : 24 |
| Awtomobilist Browary           | CHEV Handball Diekirch | 400 Zuschauer | - Zuschauer    | 82 : 24 |
| Robit Olimpija Ljubljana       | RK Kraš Zagreb         | 13.10.1996    | 19.10.1996     | 51 : 36 |
| Robit Olimpija Ljubljana       | RK Kraš Zagreb         | 28 : 14       | 23 : 22        | 51 : 36 |
| Robit Olimpija Ljubljana       | RK Kraš Zagreb         | 100 Zuschauer | 200 Zuschauer  | 51 : 36 |
| Kefalovrysos Kythreas          | SPONO Nottwil          | 18.10.1996    | 20.10.1996     | 37 : 73 |
| Kefalovrysos Kythreas          | SPONO Nottwil          | 19 : 40       | 18 : 33        | 37 : 73 |
| Kefalovrysos Kythreas          | SPONO Nottwil          | 100 Zuschauer | 100 Zuschauer  | 37 : 73 |
| Borussia Dortmund              | Pelister TAT Bitola    | 12.10.1996    | 20.10.1996     | 52 : 37 |
| Borussia Dortmund              | Pelister TAT Bitola    | 31 : 18       | 21 : 19        | 52 : 37 |
| Borussia Dortmund              | Pelister TAT Bitola    | 600 Zuschauer | 2000 Zuschauer | 52 : 37 |

## Achtelfinale

### Qualifizierte Teams
| - GOG Gudme - Valencia Urbana - Stade Francais Issy Moulineaux - Borussia Dortmund - Debreceni VSC - Vasas Budapest - AS EOS Siracusa - VOC Amsterdam | - Bækkelagets SK - GZKS Sośnicy Gliwice - Oțelul Galați - Rostselmash Rostow - Robit Olimpija Ljubljana - SPONO Nottwil - Plastika Nitra - Awtomobilist Browary |

### Ausgeloste Spiele und Ergebnisse
| Mannschaft 1             | Mannschaft 2                   | Hinspiel      | Rückspiel      | Gesamt  |
| ------------------------ | ------------------------------ | ------------- | -------------- | ------- |
| Awtomobilist Browary     | Stade Francais Issy Moulineaux | 16.11.1996    | 17.11.1996     | 44 : 41 |
| Awtomobilist Browary     | Stade Francais Issy Moulineaux | 19 : 19       | 25 : 22        | 44 : 41 |
| Awtomobilist Browary     | Stade Francais Issy Moulineaux | 150 Zuschauer | 250 Zuschauer  | 44 : 41 |
| Plastika Nitra           | Debreceni VSC                  | 10.11.1996    | 17.11.1996     | 31 : 31 |
| Plastika Nitra           | Debreceni VSC                  | 19 : 14       | 12 : 17        | 31 : 31 |
| Plastika Nitra           | Debreceni VSC                  | 600 Zuschauer | 1500 Zuschauer | 31 : 31 |
| Robit Olimpija Ljubljana | GOG Gudme                      | 09.11.1996    | 17.11.1996     | 53 : 37 |
| Robit Olimpija Ljubljana | GOG Gudme                      | 28 : 13       | 25 : 24        | 53 : 37 |
| Robit Olimpija Ljubljana | GOG Gudme                      | 400 Zuschauer | 210 Zuschauer  | 53 : 37 |
| SPONO Nottwil            | Valencia Urbana                | 09.11.1996    | 10.11.1996     | 34 : 58 |
| SPONO Nottwil            | Valencia Urbana                | 18 : 32       | 16 : 26        | 34 : 58 |
| SPONO Nottwil            | Valencia Urbana                | 350 Zuschauer | 250 Zuschauer  | 34 : 58 |
| VOC Amsterdam            | Oțelul Galați                  | 09.11.1996    | 16.11.1996     | 46 : 53 |
| VOC Amsterdam            | Oțelul Galați                  | 24 : 24       | 22 : 29        | 46 : 53 |
| VOC Amsterdam            | Oțelul Galați                  | 250 Zuschauer | 2000 Zuschauer | 46 : 53 |
| AS EOS Siracusa          | Rostselmash Rostow             | 13.11.1996    | 15.11.1996     | 26 : 57 |
| AS EOS Siracusa          | Rostselmash Rostow             | 11 : 30       | 15 : 27        | 26 : 57 |
| AS EOS Siracusa          | Rostselmash Rostow             | 100 Zuschauer | 150 Zuschauer  | 26 : 57 |
| GZKS Sośnicy Gliwice     | Vasas Budapest                 | 09.11.1996    | 16.11.1996     | 43 : 57 |
| GZKS Sośnicy Gliwice     | Vasas Budapest                 | 21 : 33       | 22 : 24        | 43 : 57 |
| GZKS Sośnicy Gliwice     | Vasas Budapest                 | 800 Zuschauer | 1000 Zuschauer | 43 : 57 |
| Borussia Dortmund        | Bækkelagets SK                 | 09.11.1996    | 17.11.1996     | 46 : 45 |
| Borussia Dortmund        | Bækkelagets SK                 | 23 : 22       | 23 : 23        | 46 : 45 |
| Borussia Dortmund        | Bækkelagets SK                 | 600 Zuschauer | 3000 Zuschauer | 46 : 45 |

## Viertelfinale

### Qualifizierte Teams
| - Borussia Dortmund - Valencia Urbana - Debreceni VSC - Vasas Budapest | - Oțelul Galați - Rostselmash Rostow - Robit Olimpija Ljubljana - Awtomobilist Browary |

### Ausgeloste Spiele und Ergebnisse
| Mannschaft 1             | Mannschaft 2         | Hinspiel       | Rückspiel      | Gesamt  |
| ------------------------ | -------------------- | -------------- | -------------- | ------- |
| Debreceni VSC            | Oțelul Galați        | 08.02.1997     | 15.02.1997     | 34: 35  |
| Debreceni VSC            | Oțelul Galați        | 17 : 14        | 17 : 21        | 34: 35  |
| Debreceni VSC            | Oțelul Galați        | 2500 Zuschauer | 1500 Zuschauer | 34: 35  |
| Robit Olimpija Ljubljana | Rostselmash Rostow   | 15.02.1997     | 16.02.1997     | 43 : 42 |
| Robit Olimpija Ljubljana | Rostselmash Rostow   | 24 : 21        | 19 : 21        | 43 : 42 |
| Robit Olimpija Ljubljana | Rostselmash Rostow   | 700 Zuschauer  | 400 Zuschauer  | 43 : 42 |
| Borussia Dortmund        | Awtomobilist Browary | 07.02.1997     | 09.02.1997     | 71 : 43 |
| Borussia Dortmund        | Awtomobilist Browary | 31 : 23        | 40 : 20        | 71 : 43 |
| Borussia Dortmund        | Awtomobilist Browary | 450 Zuschauer  | 800 Zuschauer  | 71 : 43 |
| Valencia Urbana          | Vasas Budapest       | 08.02.1997     | 16.02.1997     | 40 : 40 |
| Valencia Urbana          | Vasas Budapest       | 20 : 21        | 20 : 19        | 40 : 40 |
| Valencia Urbana          | Vasas Budapest       | 500 Zuschauer  | 1500 Zuschauer | 40 : 40 |

## Halbfinale

### Qualifizierte Teams
| - Borussia Dortmund - Vasas Budapest | - Oțelul Galați - Robit Olimpija Ljubljana |

### Ausgeloste Spiele und Ergebnisse
| Mannschaft 1             | Mannschaft 2   | Hinspiel      | Rückspiel      | Gesamt  |
| ------------------------ | -------------- | ------------- | -------------- | ------- |
| Borussia Dortmund        | Oțelul Galați  | 29.03.1997    | 05.04.1997     | 45 : 36 |
| Borussia Dortmund        | Oțelul Galați  | 26 : 16       | 19 : 20        | 45 : 36 |
| Borussia Dortmund        | Oțelul Galați  | 830 Zuschauer | 2000 Zuschauer | 45 : 36 |
| Robit Olimpija Ljubljana | Vasas Budapest | 30.03.1997    | 06.04.1997     | 47 : 41 |
| Robit Olimpija Ljubljana | Vasas Budapest | 21 : 17       | 26 : 24        | 47 : 41 |
| Robit Olimpija Ljubljana | Vasas Budapest | 600 Zuschauer | 1000 Zuschauer | 47 : 41 |

## Finale
Es nahmen die zwei Sieger aus dem Halbfinale teil. Das Hinspiel fand am 4. Mai 1997 statt. Das Rückspiel fand am 11. Mai 1997 statt.

### Ausgeloste Spiele und Ergebnisse
| Mannschaft 1             | Mannschaft 2      | Hinspiel       | Rückspiel      | Gesamt  |
| ------------------------ | ----------------- | -------------- | -------------- | ------- |
| Robit Olimpija Ljubljana | Borussia Dortmund | 04.05.1997     | 11.05.1997     | 52 : 48 |
| Robit Olimpija Ljubljana | Borussia Dortmund | 26 : 18        | 26 : 30        | 52 : 48 |
| Robit Olimpija Ljubljana | Borussia Dortmund | 1000 Zuschauer | 8700 Zuschauer | 52 : 48 |